# Arenariomyces
Arenariomyces — рід грибів родини Halosphaeriaceae. Назва вперше опублікована 1954 року.

## Класифікація
До роду Arenariomyces відносять 10 видів:
- Arenariomyces cinctus
- Arenariomyces majusculus
- Arenariomyces parvulus
- Arenariomyces quadri-remis
- Arenariomyces quadriremis
- Arenariomyces salina
- Arenariomyces salinus
- Arenariomyces trifurcatus
- Arenariomyces triseptatus
- Arenariomyces truncatellus